# Strada statale 638 del Passo di Giau
La ex strada statale 638 del Passo di Giau (SS 638), ora strada provinciale 638 del Passo di Giau (SP 638), era una strada statale italiana di collegamento locale. Attualmente classificata come strada provinciale, si snoda interamente nei comuni di Cortina d'Ampezzo, Colle Santa Lucia, Selva di Cadore e San Vito di Cadore.

## Percorso
Ha inizio in località Pocol (nel comune di Cortina d'Ampezzo), dalla ex strada statale 48 delle Dolomiti, ed è una tipica strada di montagna, con tratti malagevoli e curvilinei. Valica il Passo di Giau (2233 m s.l.m.) e digrada quindi fino ad arrivare a Selva di Cadore, dove si innesta sulla ex strada statale 251 della Val di Zoldo e Val Cellina.

## Storia
Già contemplata nel piano generale delle strade aventi i requisiti di statale del 1959, è
solo col decreto del Ministro dei lavori pubblici del 19 agosto 1971 che viene elevata a rango di statale con i seguenti capisaldi d'itinerario: "Innesto strada statale n. 48 a Pocol - Passo di Giau - Selva di Cadore".
In seguito al decreto legislativo n. 112 del 1998, dal 1º ottobre 2001, la gestione è passata dall'ANAS alla Regione Veneto che ha provveduto al trasferimento al demanio della Provincia di Belluno; dal 20 dicembre 2002 la gestione della tratta è passata alla società Veneto Strade.